# Octarrhena wariana
Octarrhena wariana är en orkidéart som beskrevs av Rudolf Schlechter. Octarrhena wariana ingår i släktet Octarrhena och familjen orkidéer. Inga underarter finns listade i Catalogue of Life.